# Бутенко, Алексей Иванович
Алексей Иванович Бутенко  (1947—2020) — советский и российский инженер-конструктор и организатор промышленности, партийный и государственный деятель. Лауреат Государственной премии Российской Федерации в области науки и техники (1998) и Премии Правительства Российской Федерации в области науки и техники (2005).

## Биография
Родился 11 апреля 1946 года в посёлке Полетаево, Сосновского района Челябинской области.
С 1966 по 1971 год обучался на машиностроительном факультете Тульского политехнического института, по окончании которого получил квалификацию инженера. С 1971 по 1974 год работал на инженерных должностях в Конструкторском бюро приборостроения, работал под руководством конструктора Р. Я. Пурцена. С 1974 по 1978 год на комсомольской работе в Тульском городском комитете ВЛКСМ в должности второго секретаря. С 1978 по 1982 год — секретарь партийного комитета Конструкторского бюро приборостроения.
С 1982 по 1990 год на партийной работе в Тульской области: заведующий организационно-партийного отдела Тульского городского комитета КПСС, заместитель заведующего отделом организационно-партийной работы  Тульского областного комитета КПСС и первым секретарём  Киреевского районного комитета партии. В 1987 году окончил заочное отделение Высшей партийной школы при ЦК КПСС.
С 1990 по 2010 год — директор опытного завода — первый заместитель генерального директора Конструкторского бюро приборостроения по производству. С 2010 по 2011 год — заместитель губернатора Тульской области по вопросам промышленности.
В 1998 году Указом Президента России, Алексей Иванович Бутенко был удостоен — Государственной премии Российской Федерации в области науки и техники.
В 2002 году Алексей Иванович Бутенко был удостоен — Премии имени С. И. Мосина.
В 2005 году Постановлением Правительства России, Алексей Иванович Бутенко был удостоен — Премии Правительства Российской Федерации в области науки и техники.
Скончался 11 октября 2020 года в Туле.

## Награды
- Орден «Знак Почёта» (1982[1])
- Орден Дружбы (1997[1])
- Орден «Почёта» (1997[1])

### Премии
- Государственная премия Российской Федерации в области науки и техники (1998[1])
- Премия Правительства Российской Федерации в области науки и техники (2005[1])
- Премия имени С. И. Мосина (2002[4])